# Václav Lukáš
Václav Lukáš (19. června 1912 Jilemnice – 4. května 2009 Vysoké nad Jizerou) byl český archivář.

## Život
Studoval v letech 1932–1937 Právnickou fakultu Univerzity Karlovy (v roce 1945 obhájil titul JUDr.), následující rok historii a dějiny umění na Filozofické fakultě, na univerzitě potom knihovnický kurz, absolvoval Státní archivní školu v kurzu 1941–1943.
5. srpna 1944 se mu v Praze a jeho manželce Ivaně Lukášové (1919–1994), dceři projektanta vodních staveb a profesora České vysoké školy technické v Brně Františka Jandy (1878–1938) narodil budoucí český akademický sochař, šperkař a medailér Jan Lukáš.
Václav Lukáš začínal v Archivu hlavního města Prahy, v letech 1943–1954 pracoval v Ústředním archivu ministerstva vnitra, od roku 1948 vedoucí expozitury v Liberci (od 1950 přesunuta do Jablonce nad Nisou), od roku 1949 také archivní rada ministerstva školství, věd a umění. Po roce 1954 dále pracoval v Jablonci (ve Státní archivu Jablonec nad Nisou, poté v jablonecké pobočce Státního archivu v Litoměřicích). V letech 1962–1975 působil v Muzeu skla a bižuterie (zástupce ředitele), do roku 1980 v archivu Jablonecké bižuterie, poté do roku 1982 vedl Vlastivědné muzeum pro Vysoké nad Jizerou a okolí.